# Microakodontomys transitorius
Microakodontomys transitorius és una espècie de mamífer rosegador de la família dels cricètids. És endèmic del Brasil. El seu hàbitat natural són els herbassars humits, matollars i boscos de cerrado. Està amenaçat per la degradació i fragmentació del seu medi. És l'única espècie del gènere Microakodontomys i un dels sigmodontins més petits que hi ha.